# Right by My Side
Right by My Side (engl. ‚an meiner Seite‘) ist ein Lied der Sängerin und Rapperin Nicki Minaj gemeinsam mit dem amerikanischen Sänger Chris Brown. In den Vereinigten Staaten erschien das Lied am 27. März 2012 als zweite Single ihres zweiten Albums Pink Friday: Roman Reloaded. Right by My Side wurde von Ester Dean, Minaj und Safaree Samuels geschrieben, sowie von Andrew „Pop“ Wansel, Oak, JProof und Flip produziert.

## Hintergrund

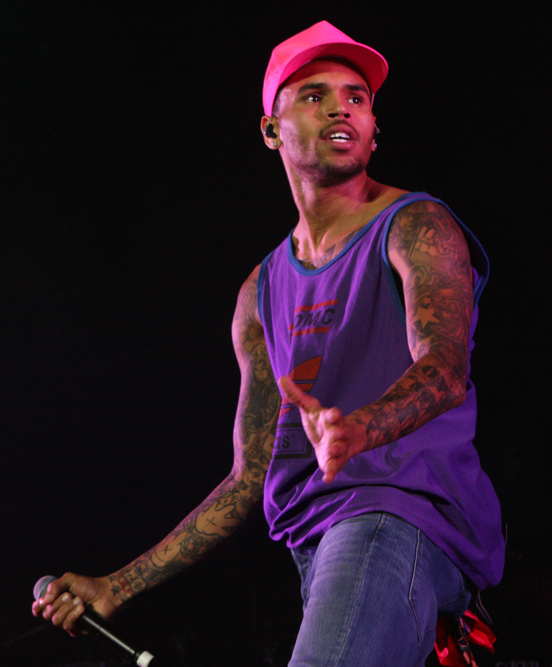
Brown (Bild) wirkt am Lied mit.

Das Lied gelangte am 20. März 2012 ins Internet, nachdem Minaj twitterte: „LISTEN !!! #RightByMySide ft. Chris Brown“ und veröffentlichte das Lied auf ihrer Website. In einem Interview mit Ryan Seacrest sagte Minaj zum Lied: „Toward the end of the album I wanted something more melodic that I could give to urban radio and that pop radio could enjoy as well. I actually had the beats for like 3 months just sitting in my computer and then I said, ‘You know what? This sounds like a summer, R&B classic joint’ and I just could not hear anyone else on it but Chris Brown. So I reached out to Ester Dean and I said, ‘Could you write something for Chris Brown?’ Because she’s amazing with writing and especially for his voice, she has a great skill to write for his tone and she sent it, i fell in love with it, you know cause everybody has had a releationship like this song is talking about, [so] i went in and i wrote my rap, cause i’m rapping and singing in the song, and when we put it all together and let people hear it, everybody was like, this is a hit, release this asap.“

## Komposition
Musikalisch ist Right by My Side eine Upbeat-Pop-Ballade mit Contemporary R&B und Hip-Hop-Einflüssen. Das Lied wurde mit einigen anderen Liedern verglichen, wie Jordin Sparks No Air, an welchen Chris Brown mitwirkte, Rihannas You da One und Minajs eigener Titel Right Thru Me. Kritiker lobten besonders die gute Qualität der Produktion. Andrew Unterberger von Popdust meinte, das Lied sei eine erfolgreichere Version von Rihannas You da One.

## Musikvideo
Minaj begann mit den Dreharbeiten zum Musikvideo am 28. April 2012. Am folgenden Tag, dem 29. April 2012, wurden die Dreharbeiten um 18:30 Uhr beendet. Die Regie übernahm Benny Boom. Zu der Frage, welches ihr Lieblingsvideodreh in ihrer Karriere sei, antwortete Minaj: „Right By My Side, 4 sure“ („Mit Sicherheit Right By My Side.“). Seine Premiere hatte das Musikvideo am 16. Mai 2012 bei den Sendern BET, FUSE, MTV Jams, MTV Hits und mtvU. Einige Stunden später wurde es auf Minajs VEVO-Kanal hochgeladen.

## Kommerzieller Erfolg

### Chartplatzierungen
Kurz nach seiner Veröffentlichung stieg Right by My Side in den amerikanischen Hot R&B/Hip-Hop Songs Charts auf Platz 52 ein und stieg dann bis auf Platz 21. Right by My Side debütierte in den Billboard Hot 100 auf Platz 51.
| ChartsChartplatzierungen       | Höchstplatzierung | Wochen |
| ------------------------------ | ----------------- | ------ |
| Vereinigte Staaten (Billboard) | 51 (15 Wo.)       | 15     |
| Vereinigtes Königreich (OCC)   | 70 (7 Wo.)        | 7      |

### Auszeichnungen für Musikverkäufe
| Land/Region               | Auszeichnungen für Musikverkäufe (Land/Region, Auszeichnung, Verkäufe) | Verkäufe  |
| ------------------------- | ---------------------------------------------------------------------- | --------- |
| Australien (ARIA)         | Platin                                                                 | 70.000    |
| Brasilien (PMB)           | Platin                                                                 | 60.000    |
| Vereinigte Staaten (RIAA) | 2× Platin                                                              | 2.000.000 |
| Insgesamt                 | 4× Platin ·                                                            | 2.130.000 |

Hauptartikel: Nicki Minaj/Auszeichnungen für Musikverkäufe

## Auftritte
Minaj sang Right by My Side zum ersten Mal am 3. April 2012 bei 106 & Park, zusammen mit Beez in the Trap, Roman Reloaded, HOV Lane, I Am Your Leader, Champion und Fire Burns. Minaj überraschte ihre Fans ebenso bei Nokia Lumia 900 am Times Square am 6. April 2012, wo sie das Lied live sang. Minaj sang das Lied auch als Medley mit Starships in der The Ellen Degeneres Show am 10. Mai 2012.